# Ethelstan Sjajni
Ethelstan Sjajni zvan i Slavni (Glorious) (staroengleski: Æþelstan, Æðelstān eng. Athelstan, Æthelstan) (?, Wessex, oko 894. – Gloucester, Engleska, 27. listopada 939.), anglosaksonski kralj od 924. do 927. te engleski kralj od 927. do svoje smrti 939. godine; iz dinastije Wessex. Bio je prvi vladar cjelovite Engleske te se iz toga razloga smatra prvim engleskim kraljem.

## Životopis
Kraljevinu je od oca Eduarda I. Starijeg 924. godine naslijedio i podijelio s bratom Aelfweardom, tako što je Aelfweard naslijedio Wessex, a Ethelstan Merciju. Kako je Aelfweard ubrzo umro nakon smrti Edvarda I. Starijeg Ethelstan je i de facto zavladao gotovo cjelokupnim područjem Engleske.
Od sporazuma iz Eamont Bridgea iz 927. godine, kad je zauzeo York pa sve do 934. kad je napao Škotsku, a godine 937. u bitci kod Brunanburha porazio združene snage Škota, Brita iz Strathclydea i Vikinga iz Irske.
Ethelstan je sebe smatrao kraljem ili nadkraljem, pa čak i kraljem cijele Britanije što se može vidjeti u njegovim poveljama.
Nakon smrti naslijedio ga je polubrat po ocu Eduardu I. Starijem, Edmund.
Bio je jednim od engleskih kraljeva koji se krunio na krunidbenom kamenu iz Kingstona.